# 21 Jump Street – Tatort Klassenzimmer
21 Jump Street – Tatort Klassenzimmer (Originaltitel: 21 Jump Street) ist eine erfolgreiche US-amerikanische Fernsehserie der späten 1980er Jahre, die in Zusammenarbeit von 20th Century Fox Television und LBS Communications für den US-Sender Fox produziert wurde. Die erste Folge wurde am 12. April 1987 in den Vereinigten Staaten gesendet. In Deutschland wurde die Serie erstmals im Jahr 1990 von RTLplus ausgestrahlt. Insgesamt wurden von 1987 bis 1991 103 Folgen in fünf Staffeln gedreht. 21 Jump Street gilt als Durchbruch des damals noch unbekannten Johnny Depp. Nach seinem Ausstieg im Jahr 1990 wurde eine letzte Staffel produziert, die aber nicht mehr die gewünschten Einschaltquoten erzielte.

## Handlung
Die Serie handelt von einer Gruppe junger Polizisten, die erst kürzlich die Akademie der Polizei absolviert haben. Aufgrund ihres jugendlichen Aussehens werden sie meist verdeckt in Schulen eingesetzt. Typische Probleme von Jugendlichen wie Liebeskummer, Geldmangel, Trunkenheit und Drogenmissbrauch sind meist der Auslöser für die Straftaten. Die Polizisten, die oft als neue Schüler auftreten, verschaffen sich das Vertrauen der Verdächtigen und decken so die Fälle auf. Für die Probleme der Jugendlichen wurde meist am Ende der Folge eine Lösung präsentiert. In der Nebenhandlung wurde stets auch auf das Leben der Polizisten eingegangen, die ebenfalls mit diversen Schwierigkeiten zu kämpfen haben.

## Besetzung und Synchronisation
Die deutsche Synchronisation entstand nach einem Dialogbuch von Jochen Kramer und unter der Dialogregie von Vilm Berger.
| Schauspieler         | Rollenname                   | Synchronsprecher                                                | Zeitraum  | Folgen |
| -------------------- | ---------------------------- | --------------------------------------------------------------- | --------- | ------ |
| Johnny Depp          | Officer Tom Hanson           | Boris Tessmann                                                  | 1987–1990 | 1–81   |
| Peter DeLuise        | Officer Doug Penhall         | Peter Flechtner                                                 | 1987–1990 | 1–88   |
| Holly Robinson Peete | Officer Judy Hoffs           | Carolin van Bergen (Folge 1–12) Anke Reitzenstein (ab Folge 13) | 1987–1991 | 1–103  |
| Dustin Nguyen        | Officer Harry Truman Ioki    | Mario von Jascheroff                                            | 1987–1990 | 1–80   |
| Frederic Forrest     | Captain Richard Jenko        | Detlef Bierstedt                                                | 1987      | 1–6    |
| Steven Williams      | Captain Adam Fuller          | Thomas Wolff                                                    | 1987–1991 | 7–103  |
| Richard Grieco       | Officer Dennis Booker        | Patrick Winczewski                                              | 1988–1989 | 36–55  |
| Sal Jenco            | Sal „Blowfish“ Banducci      | Tom Deininger                                                   | 1988–1990 | 8–83   |
| Gina Nemo            | Dorothy                      |                                                                 | 1988–1989 | 26–45  |
| Yvette Nipar         | Jackie Garrett               | Dorette Hugo                                                    | 1988–1989 | 35–56  |
| Michael DeLuise      | Officer Joey Penhall         | Frank Schröder                                                  | 1990–1991 | 87–103 |
| Michael Bendetti     | Officer Anthony „Mac“ McCann | Frank Schaff                                                    | 1990–1991 | 82–103 |

## Ausstrahlung
In Deutschland wurde die Serie von 1990 bis 1992 und von 1992 bis 1994 auf RTLplus bzw. 1995 auf RTL II zum ersten Mal im Fernsehen ausgestrahlt. Es folgten weitere Wiederholungen bei RTL II, tm3, VOX, Tele 5 und zuletzt auch bei RTL Nitro.

## Episodenliste
| Nummer (gesamt) | Nummer (Staffel) | Originaltitel                              | Deutscher Titel                   | Erstausstrahlung (Fox) | Erstausstrahlung (RTLplus) |
| 01              | 01               | 21 Jump Street (1)                         | Pilot, Teil 1: 21 Jump Street – 1 | 12. April 1987         | 22. Oktober 1990           |
| 02              | 02               | 21 Jump Street (2)                         | Pilot, Teil 2: 21 Jump Street – 2 | 12. April 1987         | 22. Oktober 1990           |
| 03              | 03               | America, What A Town                       | Die Versuchung                    | 19. April 1987         | 25. Oktober 1990           |
| 04              | 04               | Don’t Pet The Teacher                      | Der Verehrer                      | 26. April 1987         | 1. November 1990           |
| 05              | 05               | My Future’s So Bright, I Gotta Wear Shades | Feine Jungs                       | 3. Mai 1987            | 8. November 1990           |
| 06              | 06               | The Worst Night Of Your Life               | Der Feuerteufel                   | 10. Mai 1987           | 8. November 1990           |
| 07              | 07               | Gotta Finish The Riff                      | Die Machtprobe                    | 17. Mai 1987           | 22. November 1990          |
| 08              | 08               | Bad Influence                              | Abgerutscht                       | 24. Mai 1987           | 29. November 1990          |
| 09              | 09               | Blindsided                                 | Der Mordauftrag                   | 31. Mai 1987           | 27. Dezember 1990          |
| 10              | 10               | Next Generation                            | Die nächste Generation            | 7. Juni 1987           | 6. Dezember 1990           |
| 11              | 11               | Low And Away                               | Personenschutz                    | 14. Juni 1987          | 13. Dezember 1990          |
| 12              | 12               | 16 Blown To 35                             | Ausgenutzt                        | 21. Juni 1987          | 20. Dezember 1990          |
| 13              | 13               | Mean Streets And Pastel Houses             | Außer Kontrolle                   | 28. Juni 1987          | 7. März 1991               |

| Nummer (gesamt) | Nummer (Staffel) | Originaltitel                                 | Deutscher Titel      | Erstausstrahlung (Fox) | Erstausstrahlung (RTLplus) |
| 14              | 01               | In The Custody Of A Clown                     | Zwischen den Stühlen | 20. September 1987     | 24. Januar 1991            |
| 15              | 02               | Besieged (1)                                  | Crack – Teil 1       | 27. September 1987     | 31. Januar 1991            |
| 16              | 03               | Besieged (2)                                  | Crack – Teil 2       | 4. Oktober 1987        | 7. Februar 1991            |
| 17              | 04               | Two For The Road                              | Die Schluckspechte   | 11. Oktober 1987       | 14. Februar 1991           |
| 18              | 05               | After School Special                          | Schule der Gewalt    | 18. Oktober 1987       | 21. Februar 1991           |
| 19              | 06               | Higher Education                              | Missbraucht          | 25. Oktober 1987       | 28. Februar 1991           |
| 20              | 07               | Don’t Stretch The Rainbow                     | Schwarz oder Weiß    | 1. November 1987       | 14. März 1991              |
| 21              | 08               | Honor Bound                                   | Der Kameradenschwur  | 8. November 1987       | 21. März 1991              |
| 22              | 09               | You Ought To Be In Prison                     | Starallüren          | 15. November 1987      | 28. März 1991              |
| 23              | 10               | How Much Is That Body In The Window?          | Sport ist Mord       | 22. November 1987      | 3. Januar 1991             |
| 24              | 11               | Christmas In Saigon                           | Die Flucht           | 20. Dezember 1987      | 10. Januar 1991            |
| 25              | 12               | Fear And Loathing With Russell Buckins        | Jugendsünden         | 27. Dezember 1987      | 4. April 1991              |
| 26              | 13               | A Big Disease With A Little Name              | Der Außenseiter      | 7. Februar 1988        | 11. April 1991             |
| 27              | 14               | Chapel Of Love                                | Die Männerrunde      | 14. Februar 1988       | 18. April 1991             |
| 28              | 15               | I’m OK – You Need Work                        | Teufel in weiß       | 21. Februar 1988       | 25. April 1991             |
| 29              | 16               | Orpheus 3.3                                   | Selbstzweifel        | 28. Februar 1988       | 2. Mai 1991                |
| 30              | 17               | Champagne High                                | Die Edelpenne        | 6. März 1988           | 16. Mai 1991               |
| 31              | 18               | Brother Hanson & The Miracle Of Renner’s Pond | Der Glaubensstreit   | 13. März 1988          | 23. Mai 1991               |
| 32              | 19               | Raising Marijuana                             | Der Schmugglerring   | 17. April 1988         | 6. Juni 1991               |
| 33              | 20               | Best Years Of Your Life                       | Lebensmüde           | 1. Mai 1988            | 13. Juni 1991              |
| 34              | 21               | Cory And Dean Got Married                     | Der Einzeltransport  | 8. Mai 1988            | 20. Juni 1991              |
| 35              | 22               | School’s Out                                  | Veränderungen        | 22. Mai 1988           | 11. Juli 1991              |

| Nummer (gesamt) | Nummer (Staffel) | Originaltitel                           | Deutscher Titel            | Erstausstrahlung (Fox) | Erstausstrahlung (RTLplus) |
| 36              | 01               | Fun With Animals                        | Der Spitzel                | 6. November 1988       | 18. Juli 1991              |
| 37              | 02               | Slippin’ Into Darkness                  | Die Bürgerwehr             | 13. November 1988      | 1. August 1991             |
| 38              | 03               | The Currency We Trade In                | Rufmord                    | 20. November 1988      | 8. August 1991             |
| 39              | 04               | Coach Of The Year                       | Der Gewinner               | 27. November 1988      | 15. August 1991            |
| 40              | 05               | Whose Choice Is It Anyways?             | Recht auf Leben?           | 11. Dezember 1988      | 22. August 1991            |
| 41              | 06               | Hell Week                               | Höllische Tradition        | 18. Dezember 1988      | 29. August 1991            |
| 42              | 07               | The Dragon And The Angel                | Der Drache und der Engel   | 15. Januar 1989        | 12. September 1991         |
| 43              | 08               | Blu Flu                                 | Streik!                    | 29. Januar 1989        | 19. September 1991         |
| 44              | 09               | Swallowed Alive                         | Der Hammer                 | 5. Februar 1989        | 26. September 1991         |
| 45              | 10               | What About Love?                        | Das Verhältnis             | 12. Februar 1989       | 10. Oktober 1991           |
| 46              | 11               | Woolly Bullies                          | Der Schrecken der Kindheit | 19. Februar 1989       | 17. Oktober 1991           |
| 47              | 12               | The Dreaded Return Of Russell Buckins   | Wahre Freundschaft         | 26. Februar 1989       | 24. Oktober 1991           |
| 48              | 13               | A.W.O.L.                                | Auf der Flucht             | 19. März 1989          | 31. Oktober 1991           |
| 49              | 14               | Nemesis                                 | Reine Nervensache          | 26. März 1989          | 7. November 1991           |
| 50              | 15               | Fathers And Sons                        | Im Schatten der Macht      | 9. April 1989          | 14. November 1991          |
| 51              | 16               | High High                               | Im Schulrausch             | 23. April 1989         | 21. November 1991          |
| 52              | 17               | Blinded By The Thousand Points Of Light | Auf der Straße             | 30. April 1989         | 29. November 1991          |
| 53              | 18               | Next Victim                             | Radio Skrupellos           | 7. Mai 1989            | 5. Dezember 1991           |
| 54              | 19               | Loc’d Out (1)                           | Der Straßenkrieg – Teil 1  | 14. Mai 1989           | 2. Januar 1992             |
| 55              | 20               | Loc’d Out (2)                           | Angeklagt – Teil 2         | 21. Mai 1989           | 2. Januar 1992             |

| Nummer (gesamt) | Nummer (Staffel) | Originaltitel                      | Deutscher Titel          | Erstausstrahlung (Fox) | Erstausstrahlung (RTLplus) |
| 56              | 01               | Draw The Line                      | Hinter Gittern           | 18. September 1989     | 12. Dezember 1991          |
| 57              | 02               | Say It Ain’t So, Pete              | Verspielt                | 25. September 1989     | 27. Dezember 1991          |
| 58              | 03               | Eternal Flame                      | Heimliche Verführung     | 2. Oktober 1989        | 3. Januar 1992             |
| 59              | 04               | Come From The Shadows              | Die Verfolgten           | 9. Oktober 1989        | 9. Januar 1992             |
| 60              | 05               | God Is A Bullet                    | Auf die harte Tour       | 17. Oktober 1989       | 16. Januar 1992            |
| 61              | 06               | Old Haunts In A New Age            | Gespenstisch             | 30. Oktober 1989       | 23. Januar 1992            |
| 62              | 07               | Out Of Control                     | Nervenkitzel             | 6. November 1989       | 30. Januar 1992            |
| 63              | 08               | Stand By Your Man                  | Opfer der Leidenschaft   | 13. November 1989      | 6. Februar 1992            |
| 64              | 09               | Mike’s P.O.V.                      | Killer Kid               | 20. November 1989      | 13. Februar 1992           |
| 65              | 10               | Wheels And Deals (2)               |                          | 27. November 1989      |                            |
| 66              | 11               | Parental Guidance Suggested        | Familienterror           | 4. Dezember 1989       | 2. April 1992              |
| 67              | 12               | Things We Said Today               | Der Denunziant           | 18. Dezember 1989      | 27. Februar 1992           |
| 68              | 13               | Research And Destroy               | Jugend forscht           | 8. Januar 1990         | 5. März 1992               |
| 69              | 14               | A Change Of Heart                  | Heimliche Beziehungen    | 15. Januar 1990        | 13. März 1992              |
| 70              | 15               | Back From The Future               | Es war einmal…           | 29. Januar 1990        | 19. März 1992              |
| 71              | 16               | 2245                               | Der Todeskandidat        | 5. Februar 1990        | 26. März 1992              |
| 72              | 17               | Hi Mom                             | Die Sportskanone         | 12. Februar 1990       | 9. April 1992              |
| 73              | 18               | Awomp-Bomp-Aloobomb, Aloop Bamboom | Die Beach Boys           | 19. Februar 1990       | 16. April 1992             |
| 74              | 19               | La Bizca                           | Trip in die Hölle        | 26. Februar 1990       | 23. April 1992             |
| 75              | 20               | Last Chance High                   | Versager                 | 19. März 1990          | 30. April 1992             |
| 76              | 21               | Unfinished Business                | Hilflos                  | 9. April 1990          | 7. Mai 1992                |
| 77              | 22               | Shirts And Skins                   | Die Radikalen            | 30. April 1990         | 6. Juni 1992               |
| 78              | 23               | How I Saved The Senator            | Filmreif                 | 7. Mai 1990            | 13. Juni 1992              |
| 79              | 24               | Rounding Third                     | Ein Coach für alle Fälle | 14. Mai 1990           | 20. Juni 1992              |
| 80              | 25               | Everyday Is Christmas              | Die schwarzen Schafe     | 21. Mai 1990           | 18. Juli 1992              |
| 81              | 26               | Blackout                           |                          | 18. Juni 1990          |                            |

| Nummer (gesamt) | Nummer (Staffel) | Originaltitel                 | Deutscher Titel                | Erstausstrahlung (Fox) | Erstausstrahlung (RTL2) |
| 82              | 01               | Tunnel Of Love                | Liebe                          | 13. Oktober 1990       | 26. April 1995          |
| 83              | 02               | Back To School                | Der Schmugglerring             | 20. Oktober 1990       | 3. Mai 1995             |
| 84              | 03               | Buddy System                  | Der Sonderling                 | 27. Oktober 1990       | 10. Mai 1995            |
| 85              | 04               | Poison                        | Im Rausch des Erfolgs          | 3. November 1990       | 17. Mai 1995            |
| 86              | 05               | Just Say No! High             | Falscher Verdacht              | 10. November 1990      | 24. Mai 1995            |
| 87              | 06               | Brothers                      | Der kleine Bruder              | 17. November 1990      | 31. Mai 1995            |
| 88              | 07               | This Ain’t No Summer Camp     | Das Überlebenscamp             | 24. November 1990      | 7. Juni 1995            |
| 89              | 08               | The Girl Next Door            | Tödliche Beziehung             | 1. Dezember 1990       | 14. Juni 1995           |
| 90              | 09               | Diplomas For Sale             | Unter Druck                    | 8. Dezember 1990       | 21. Juni 1995           |
| 91              | 10               | Number One With A Bullet      | Auf Leben und Tod              | 22. Dezember 1990      | 28. Juni 1995           |
| 92              | 11               | Equal Protection              | Rassisten in Uniform           | 5. Januar 1991         | 5. Juli 1995            |
| 93              | 12               | The Education Of Terry Carver | Die Vertuschung                | 14. Januar 1991        | 12. Juli 1995           |
| 94              | 13               | Baby Blues                    | Die Bewährungsprobe            | 21. Januar 1991        | 19. Juli 1995           |
| 95              | 14               | Film At Eleven                | Vermisst                       | 9. Februar 1991        | 26. Juli 1995           |
| 96              | 15               | In The Name Of Love           | Eine dienstliche Affäre        | 16. Februar 1991       | 2. August 1995          |
| 97              | 16               | Coppin’ Out                   | Fullers Flirt                  | 23. Februar 1991       | 9. August 1995          |
| 98              | 17               | Under The Influence           | Die Hexe                       | 23. März 1991          | 16. August 1995         |
| 99              | 18               | Crossfire                     | Im Zweifel für den Angeklagten | 30. März 1991          | 23. August 1995         |
| 100             | 19               | Wasted                        | Vergiftet                      | 6. April 1991          | 30. August 1995         |
| 101             | 20               | Bad Day at Blackburn          | Die Schläger                   | 13. April 1991         | 6. September 1995       |
| 102             | 21               | Homegirls                     | Die Gang fürs Leben            | 20. April 1991         | 13. September 1995      |
| 103             | 22               | Second Chances                | Die zweite Chance              | 27. April 1991         | 20. September 1995      |

Anmerkungen
1. ↑  Bei dieser Episode handelt es sich um den zweiten Teil eines Crossovers. Der erste Teil wurde in der Spin-off-Serie Booker gezeigt.

## DVD-Veröffentlichung

### USA/Kanada
Die DVD-Reihe wurde in den USA und in Kanada (Regionalcode 1) zuletzt von Mill Creek Entertainment veröffentlicht. Am 19. Januar 2010 erschien die erste Staffel auf DVD. Die Staffeln zwei und drei wurden jeweils am 18. Mai und am 27. Juli 2010 veröffentlicht. Die vierte Staffel kam am 18. Januar 2011 in den Handel. Für die fünfte Staffel gibt es noch keinen Termin. Die Komplettbox mit allen fünf Staffeln erschien zeitgleich zur dritten Staffel am 27. Juli 2010.
Die Serie wurde zum ersten Mal von Anchor Bay Entertainment zwischen 2004 und 2006 veröffentlicht. Es waren nur die einzelnen Staffeln und keine Komplettbox erhältlich.

### Deutschland
Die DVD-Reihe wurde in Deutschland (Regionalcode 2) von Universum Film veröffentlicht. Am 15. Oktober 2007 erschien die erste Staffel auf DVD und am 26. November 2007 die zweite. Die Staffeln drei, vier und fünf erschienen jeweils am 11. Februar, 12. Mai und am 11. August 2008. Die Komplettbox mit allen fünf Staffeln erschien am 10. November 2008. Am 18. September 2020 erschien ein Repack der Serie von Pidax Film. Die DVDs beider Veröffentlichungen sind identisch.

## Sonstiges
Die Darstellerin Holly Robinson Peete sang den Titelsong der Serie. Peter DeLuise und Johnny Depp sangen zudem das „Jump“ in dem Refrain mit.
Nach dem Erfolg der Serie wurde 1989 ein Ableger namens Booker produziert, in der Richard Grieco die Rolle des Dennis Booker weiterführte. Die Serie war allerdings nur ein mäßiger Erfolg und wurde nach einer Staffel wieder eingestellt.
2012 wurde ein gleichnamiger Film veröffentlicht, der lose an die Serie anknüpft. Die Hauptrollen übernahmen Jonah Hill und Channing Tatum. Holly Robinson Peete tritt in einer Nebenrolle als Judy Hoffs auf, Johnny Depp und Peter DeLuise haben einen Cameo. 2014 kam mit 22 Jump Street eine Fortsetzung in die Kinos.